# Sikorsky UH-60 Black Hawk
Sikorsky UH-60 Black Hawk (hrv. Crni jastreb) je višenamjenski, vojni transportni ili borbeni helikopter, razvijen iz modela Sikorsky S-70 s dvama turboosovinskim motorima i glavnim rotorom.
YUH-60A (S-70) bio je pobjednik natječaja za višenamjenski taktički transportni zrakoplovni sustav (Utility Tactical Transport Aircraft System, UTTAS) Američke vojske ranih 1970-ih koji su trebali zamijeniti obitelj helikoptera UH-1 Iroquois (Huey). Poslužio je kao osnova za izradu inačica koji su ušli u službu i u druge grane Oružanih snaga SAD-a.

## Razvoj
"Rođen" na iskustvima Vijetnamskog rata, a na temelju zahtjeva za Utility Tacitcal Transport Aircraft System (UTTAS) američke vojske iz kolovoza 1972., H-60 je zapravo razvijen kao zamjena za tada podjednako raširen Bellov helikopter UH-1 Iroquois (poznatiji pod nadimkom Huey). U uži su izbor ušla dva projekta - YUH-60 tvrtke Sikorsky i YUH-61 tvrtke Boeing Vertol. Nakon intenzivnih testiranja 23. prosinca 1976. Sikorskyjev je prijedlog proglašen pobjedničkim.
Prvi od tri pobjednička prototipa YUH-60A Black Hawka (tvorničke oznake S-70A) poletio je 17. listopada 1974. Presudnu je prednost nad protivnikom YUH-60A dobio boljim ispunjavanjem zahtjeva unutar Prime Items Developments Specification (PIDS). Letna su ispitivanja potvrdila da Sikorskyjev helikopter može prevesti opremu (ili 11 vojnika s opremom) mase 1188 kilograma na bilo koju točku na Zemlji. Potpuno opterećen mogao je pri temperaturi zraka od čak 35 stupnjeva lebdjeti na visini od 1335 metara. Rabeći 95 posto snage svoja dva motora General Electric (GE) T700-GE-700, pojedinačne snage 1560 ks (transmisija helikoptera ograničena je na snagu od 2828 ks), ostvarivao je brzinu penjanja iz faze lebdenja od 157,5 metara u minuti. Prijašnji američki transportni helikopteri iste veličine pod istim uvjetima mogli su ponijeti najviše jednog vojnika, kako bi mogli ukrcati dostatnu količinu goriva. Za razliku od njih, Black Hawk je mogao ukrcati 11 opremljenih vojnika i nositi dovoljno goriva za let dužine dva sata i 20 minuta.
Iskustva Vijetnamskog rata snažno su utjecala na razvoj Black Hawka, posebno na rješenja koja su povećala sigurnost posade i putnika. Tako su tijekom projektiranja stručnjaci u konstrukciju Black Hawka unijeli 40 specifičnih rješenja kojima su htjeli spriječiti nesreće ili bar smanjiti njihove posljedice, a bile su česte u prijašnjim generacijama američke vojske. Ovih 40 rješenja može se svrstati u pet osnovnih grana:
- jednodijelni oklop od lakih materijala koji štiti kabinu, a obuhvaća prostor pilota, mehaničara-letača i prostor za smještaj 11 putnika,
- povećanje vjerojatnosti preživljavanja ugradnjom posebno jakog stajnog trapa koji onemogućava udar trupa o podlogu pri padu od 10 metara u sekundi i opterećenju od 9 G,
- prevencija izbijanja požara nakon nesreće uporabom samobrtvećih spremnika za gorivo (smještenih u kabini i dodatno oklopljenih protiv streljiva do kalibra 12,7 mm) i sustava za dopremu goriva do motora,
- posebna konfiguracija i konstrukcija kabine kako bi se minimalizirala mogućnost ozljeđivanja posade i putnika, s posebnim ojačanjima u podu kabine kako bi se spriječilo pucanje tijekom udara o zemlju,
- stvaranje uvjeta za što brže napuštanje helikoptera nakon pada ili prisilnog slijetanja uporabom tri prozora na svakoj strani i vrata kokpita. Prozori i vrata se lako mogu izbiti čime se dobivaju velike površine za izlazak.

U slučaju pada motori i transmisija će ostati na mjestu i neće uletjeti u kabinu sve do udara jačine 20 G s prednje i donje strane helikoptera, te udara snage 18 G s bočne strane. Sustav za opskrbu motora gorivom automatski će se zaustaviti zbog oštećenja kako bi spriječio nekontrolirano istjecanje goriva. Oklopljena pilotska sjedala pri udaru snage 14,5 G imaju mogućnost kompenzacije siline udarca do 305 mm. I sjedala za putnika tako su projektirana da tijekom pada smanjuju opasnost od ozljede kralježnice.
Oduševljena novim helikopterom američka vojska odmah je objavila kako ih namjerava kupiti čak 1107 komada. Prva narudžba za 15 Black Hawkova uslijedila je već u proračunskoj godini 1977. (FY77), a isporuka prvog serijskog UH-60A obavljena je 31. listopada 1978. Samo deset godina kasnije Army Aviation Modernization Plan povećao je planove nabave na 2253 Black Hawka. Do trenutka ulaska u operativnu uporabu inačice UH-60L (serijska proizvodnja te inačice započela je u listopadu 1989.) proizvedeno je 1048 UH-6A Black Hawkova, uključujući 66 primjerka posebne inačice za elektroničko ratovanje (ECM) EH-60A Quick Fix. U taj broj nije uračunano šest razvojnih helikoptera inačice Quick Fix.

## Inačice

### Višenamjenske inačice
- UH-60A Black Hawk: izvorna inačica za Američku kopnenu vojsku, s četvoročlanom posadom[1] i 11 putnika. Opremljen je motorom T-700-GE-700.[2] Produced 1977-1989.
- UH-60C Black Hawk: modificirana inačica za C2 misije.[2]

- UH-60L Black Hawk: ova inačica dobila je motore T700-GE-701C s povećanom snagom na transmisiji na 3400 ks. Povećana je i nosivost podvješenih tereta s 3600 na 4050 kilograma. Novost je bio i HIRSS (hover infrared suppression system) sustav za hlađenje ispušnih plinova motora tijekom lebdjenja i leta. HIRSS je naknadno ugrađen i na sve prije proizvedene Black Hawkove. Proizvodio se u razdoblju 1989. – 2007. U planu su i nova poboljšanja Black Hawka. Jedan takav plan predviđao je poboljšanje inačice UH-60L, koja je bila poznata pod neslužbenom oznakom UH-60L+.

- UH-60M Black Hawk: Proizvodi se od 2007. Glavna poboljšanja na UH-60M, a primijenit će se pri modernizaciji već postojećih Black Hawkova su:
  - nove, veće kompozitne lopatice glavnog rotora (nastao kao derivat rotora razvijenog za helikopter S-92) koje će osigurati dodatno povećanje nosivosti od 225 kilograma,
  - digitalna avionika kompatibilna s MIL-STD-1553 sabirnicom koja će uključivati "glass cockpit" sličan onome koji se već rabi na inačici za sanitetsku evakuaciju UH-60Q,
  - možda najveća promjena i najveće poboljšanje bit će uvođenje sustava Advanced Flight Control Computer (AFCC) koji će djelovati zajedno s fly-by-wire (FBW) komandama leta, čija će kombinacija bitno olakšati posao pilotima,
  - ojačani trup prilagođen većim brzinama leta i većim opterećenjima koji će smanjiti složenost izrade kabine i njezinu cijenu,
  - mogućnost nošenja dodatnih spremnika za gorivo,
  - novi sustav za smanjenje infracrvenog potpisa motora,
  - ugradnja novih motora T700-GE-701C (za helikoptere inačice UH-60A).

Prvi helikopter po standardu inačice UH-60M (02-26976) nastao je modernizacijom UH-60A (85-24432). Prvi je let obavio 17. rujna 2003.
- UH-60Q Black Hawk: UH-60A modificiran za medicinsku evakuaciju.

### Inačice za specijalne namjene
- EH-60A Black Hawk
- YEH-60B Black Hawk
- EH-60C Black Hawk
- EUH-60L
- EH-60L Black Hawk

- HH-60L

- MH-60A Black Hawk
- MH-60K Black Hawk
- HH-60M: inačica za Američku kopnenu vojsku. UH-60M s opremom za medicinske misije.[2]

- UH-60A RASCAL: modificirana inačica za NASA-u za program ispitivanja helikopterske upravljivosti u tri programa: Superaugmented Controls for Agile Maneuvering Performance (SCAMP), Automated Nap-of-the-Earth (ANOE) i Rotorcraft Agility and Pilotage Improvement Demonstration (RAPID).[3][4]

- VH-60D Nighthawk: inačica za Američki marinski korpus. Radi se o VIP konfiguriranom HH-60D, koji se koristi za predsjednički prijevoz. Motori T-700-GE-401C.[2]
- VH-60N Whitehawk: inačica za Američki marinski korpus. Modificirani UH-60A s elementima s SH-60B/F Seahawka.  Koristi se za predsjednički i VIP transport. Ušao hje u službu 1988. i devet ih je dostavljeno.[5]

### Izvozne inačice
- UH-60J Black Hawk: izvozna inačica za Japanske zračne samoobrambene snage i samoobrambene pomorske snage. Također poznat pod oznakom S-70-12. Proizveden je po licenci u Mitsubishi Heavy Industries.[6]
- UH-60JA Black Hawk: izvozna inačica za Japanske kopnene samoobrambene snage. Također proizveden po licenci u Mitsubishi Heavy Industries.[6]

- AH-60L Arpía III: izvozna inačica za Kolumbiju, inačica za borbu protiv pobunjenika s poboljšanom elektronikom, sustavom paljbe, FLIR, radarom, svjetlećim raketama i strojnicama, razvijena od strane Kolumbijskog ratnog zrakoplovstva, Elbita i Sikorsky.
- AH-60L Battle Hawk: izvozna inačica koja nije uspjela na natječaju za projekt AIR87 Australske vojske.
- UH-60P Black Hawk: izvozna inačica za Republiku Koreju, slična konfiguraciji UH-60L.[2]

### Ostale inačice
SH-60 Seahawk, HH-60 Pave Hawk, i HH-60 Jayhawk i druge inačice iz obitelji Sikorsky S-70.

## Tehničke karakteristike (UH-60L Black Hawk)
Osnovne karakteristike
- posada: 2
- kapacitet: 1.200 kg tereta, uključujući 14 opremljenih vojnika ili 6 nosiljki, ili 3.600 kg (UH-60A), odnosno 4.050 kg (UH-60L) podvješenih tereta
- dužina: 19,76 m
- promjer rotora: 16,36 m
- visina: 5,13 m

Letne karakteristike
- najveća brzina: 295 km/h
- ekonomska brzina: 278 km/h
  - borbeni dolet: 592 km
- brzina penjanja: 3,6 m/s
- najveća visina leta: 5.790 m
- motor: 2× General Electric T700-GE-701C slobodno-turbinski turboosovinski

## Black Hawku popularnoj kulturi
- Pad crnog jastreba (2001) - ratni film Ridleyja Scotta iz 2001., snimljen prema knjizi Pad crnog jastreba: Priča o modernom ratu Marka Bowdena